# Howlin’ Wolf (альбом)
| Оценки критиков | Оценки критиков |
| Источник        | Оценка          |
| --------------- | --------------- |
| AllMusic        | [ 2 ]           |
| Mojo            | [ 3 ]           |
| Rolling Stone   | [ 4 ]           |

Howlin’ Wolf — третий альбом американского блюзового певца Хаулин Вулфа. Увидел свет в 1962 году. Представлял собой собрание шести его синглов, вышедщих на лейбле Chess Records ранее (в 1960—1962 годах).
В 2003 году журнал Rolling Stone поместил альбом Хаулин Вулфа Howlin’ Wolf на 223-е место своего списка «500 величайших альбомов всех времён». В списке 2012 года альбом находится на 238-м месте.

## Список композиций
Все треки, где не указано иное, написаны Вилли Диксоном

### Сторона 1
| №  | Название             | Автор(ы)     | Длительность |
| -- | -------------------- | ------------ | ------------ |
| 1. | «Shake for Me»       |              | 2:12         |
| 2. | «The Red Rooster»    |              | 2:22         |
| 3. | «You’ll Be Mine»     |              | 2:25         |
| 4. | «Who’s Been Talkin’» | Howlin’ Wolf | 2:18         |
| 5. | «Wang Dang Doodle»   |              | 2:18         |
| 6. | «Little Baby»        |              | 2:45         |

### Сторона 2
| №  | Название              | Автор(ы)             | Длительность |
| -- | --------------------- | -------------------- | ------------ |
| 1. | «Spoonful»            |                      | 2:42         |
| 2. | «Going Down Slow»     | St. Louis Jimmy Oden | 3:18         |
| 3. | «Down in the Bottom»  |                      | 2:05         |
| 4. | «Back Door Man»       |                      | 2:45         |
| 5. | «Howlin’ for My Baby» |                      | 2:28         |
| 6. | «Tell Me»»            | Howlin' Wolf         | 2:52         |